# Cuartel de Santo Domingo
El Cuartel de Santo Domingo también conocido como Fuerte Santo Domingo o Intramuros de Santa Rosa, es un viejo cuartel español de dos pisos construido en Santa Rosa, Laguna en Filipinas. Actualmente se utiliza como sede de la Fuerza de Acción Especial de la Policía Nacional de Filipinas.
El bastión está estratégicamente situado en el Brgy. Sto Domingo, Santa Rosa, Laguna cerca del municipio de Silang. Lleva el nombre de Santo Domingo, un santo Dominíco y fundador de la orden de los dominicos, que es propietaria de las tierras alrededor de Santa Rosa, Biñan y Calamba.
Todo el cuartel se construyó a través de un tramo de 8,2 hectáreas de tierra. Sus paredes están formadas por piedras de adobe. Algunas de las paredes interiores formaban parte de las ruinas de una antigua fortaleza. Las torres de vigilancia no se utilizan en la actualidad ya que el edificio está cubierto de enormes árboles.
El fuerte fue construido en 1877 como sede de la guardia civil contra los tulisanes o bandidos.